# 布はく縫製技能士
布はく縫製技能士（ふはくほうせいぎのうし）とは、国家資格である技能検定制度の一種で、都道府県知事（問題作成等は中央職業能力開発協会、試験の実施等は都道府県職業能力開発協会）が実施する、布はく縫製に関する学科及び実技試験に合格した者をいう。なお職業能力開発促進法により、布はく縫製技能士資格を持っていないものが布はく縫製技能士と称することは禁じられている。

## 区分
布はく縫製の中でワイシャツ製造作業、ワーキングウェア製造作業、衛生白衣製造作業に分かれる。

## 級別
ワイシャツ製造作業、ワーキングウェア製造作業、衛生白衣製造作業ともに1級、2級の別がある。

## 実技作業試験内容

### ワイシャツ製造作業
- 1級
  - 作業1：支給された材料を使用して、製図、型紙の製作、裁断及び縫製を行い、ワイシャツ1枚を製作する。
  - 作業2：支給された材料を使用して、製図、型紙の製作、裁断及び縫製を行い、オープンシャツ（カジュアルシャツ）1枚を製作する。試験時間＝7時間
- 2級：裁断済みの材料を用いて、ワイシャツ1枚を縫製する。試験時間＝2時間20分

### ワーキングウェア製造作業
- 1級
- 2級

### 衛生白衣製造作業
- 1級
- 2級